# Переверзев, Никита Петрович
Никита Петрович Переверзев (23 мая 1902 — 28 марта 1990) — советский хозяйственный деятель. Активный участник коллективизации и создания первых коллективных хозяйств (коммун) в Ставропольском крае.

## Биография
Родился 23 мая 1902 года в с. Александрия Благодарненского уезда Ставропольской губернии. Член ВКП(б).
Свою трудовую деятельность начал в 1917 г. работая в своем единоличном крестьянском хозяйстве.
В декабре 1929 г. вступил в сельскохозяйственную артель «Красный партизан», в которой работал рядовым колхозником, а затем бригадиром.
С 1935 г. председатель колхоза «Красное знамя» Благодарненского района.
Во время оккупации Ставропольского края немецкими захватчиками с августа 1942 по январь 1943 года находился в составе партизанского отряда «Максим».
После освобождения от оккупантов Благодарненского района, 15 января 1943 г. приступил к исполнению своих должностных обязанностей председателя колхоза «Красное знамя».
В начале 1946 г. получил назначение на новое место в районный центр село Благодарное руководителем сельхозартели «Красный май» (с 1957 г. — колхоз «Путь к коммунизму»).
12 марта 1950 г. Н. П. был избран депутатом Верховного Совета СССР 3-го созыва по Буденовскому округу № 88.
С 1 июня 1961 г. персональный пенсионер республиканского значения.
После выхода на пенсию проживал в г. Благодарный Ставропольского края.
Умер Н. П. Переверзев 28 марта 1990 г. и похоронен в г. Благодарный на кладбище «Мельничном».
За боевые и трудовые заслуги был награждён: орденом Ленина, орденом Отечественной войны II ст., медалями «За отвагу», «За оборону Кавказа», «За победу над Германией в Великой Отечественной войне 1941—1945 гг.» и многими юбилейными медалями.